# Karlo IV., grof Mainea
Karlo (Charles; 1414. – 1472.) bio je francuski princ po krvi i grof Mainea. Karlo je bio sin Ludovika II. Anžuvinca (Luj II.) i supruge, Jolande Aragonske. Gospa Jolanda smatrala je da je kandidat za aragonski tron kao dijete aragonskog kralja. Ludovik II. vladao je Napuljem.
God. 1434., Karlo se oženio Covellom Ruffo te je par dobio sina, Ivana Luja Marina.
Renato Anžuvinac darovao je Maine Karlu.
Svoj drugi brak, grof Karlo je sklopio 1443.: Karlovom je suprugom postala Izabela Luksemburška (Isabelle). Izabela i Karlo dobili su kćer Lujzu (supruga Jakova d'Armagnaca) te sina Karla, koji postaše Karlo IV., vojvoda Anjoua. Karlovo je izvanbračno dijete bila Marija Anžuvinska.